# 台湾の新聞の一覧
台湾の新聞の一覧は、台湾で発行・販売されている新聞の一覧。
台湾では以前から中国時報と聯合報が二大新聞であったが、報道の禁制が解除された後の1992年から1994年にかけて部数を伸ばした自由時報と、2003年に創刊された蘋果日報がこれに加わり、現在は四強の状態である。

## 大手メディアグループ
- 旺旺中時集団（中国語版）[1]
  - 中国時報
  - 工商時報（中国語版）

- 聯合報系（中国語版）[2]
  - 聯合報
  - 経済日報（中国語版）

- 聯邦集団（中国語版）
  - 自由時報[3]
  - Taipei Times[4]

## 公営の新聞社
- 国防部
  - 青年日報（中国語版）[5]
- 連江県政府
  - 馬祖日報
- 金門県政府
  - 金門日報

## その他の新聞
- 中華日報[6]
- 大紀元時報[7]
- 国語日報[8]
- 英文台湾日報[9]
- 英文中国郵報（英語版、中国語版）[10]
- 台湾立報（中国語版）[11]
- 破報（中国語版）（台湾立報社）[12]
- 台湾新生報（中国語版）[13]
- 都会時報[14]
- 更生日報（中国語版）[15]
- 人間福報（中国語版）[16]
- 電子時報（中国語版）[17]
- 基督教論壇報（中国語版）[18]
- 金門日報[19]
- 澎湖日報[20]
- 澎湖時報（中国語版）
- 馬祖日報[21]
- 台湾新聞[22]

## 停刊した新聞

### 日本統治時代（1895年から1945年まで）
当初は一市一日刊主義の許可制だったため1932年に本島人経営の台湾新民報が登場するまで、正式な日刊紙は内地人経営の4紙のみであった。1937年には漢文欄を持っていた新聞も漢文欄を廃止し、日刊紙はすべて邦字紙となった。
- 台湾新報
- 台湾日日新報 ‐ 台湾新報と台湾日報が合併
- 台湾民報（台湾新民報）
- 全台日報
- 台湾新聞 ‐ 元・台中毎日新聞、中部台湾日報。1901年創刊、社長・山移定政、松岡富雄（zh:松岡富雄）、主筆・梶原保人、小川節[24][23]。文芸欄担当だった田中保男は台中文化人に豊富な人脈を持ち、坂口れい子ら日本人作家の創作を支援した[25]。
- 台南日報[24]
- 台湾日報 ‐ 元・台南新報。1899年創刊、社長・冨地近思、宮本一学、主筆・中村事[23]
- 高雄新報 ‐ 1934年週刊紙として創刊（のち日刊）、専務・杉本三郎、主筆・柴田貞一[23]
- 東台湾新報 ‐ 花蓮、1916年創刊、社長・吉村佐平、主筆・斎藤斎[23]

### 1945年以降
- 公論報（中国語版）
- 大衆報（台湾日報社（中国語版）、1987年7月停刊）
- 台湾晩報（台湾日報社）
- 大華晚報（中国語版）
- 民族晩報（復刊中）
- 首都早報（中国語版）（1990年8月停刊）
- 環球日報（1990年9月停刊）
- 自立早報（1999年1月停刊）[26]
- 自立晩報[26]
- 勁報（中国語版）（2002年2月停刊）
- 大成体育報（中国語版）
- 麗台運動報（中国語版）[27]（印刷版は2004年12月31日に停刊、ネット版は継続）
- 中時晩報（2005年11月停刊）
- 大成報（中国語版）（2006年3月停刊）
- 中央日報（2006年6月1日停刊、ネット版[28]が復刊）
- 台湾日報（中国語版）（2006年6月6日停刊）